# Kosihovce
Kosihovce (węg. Dacsókeszi) – wieś (obec) na Słowacji położona w kraju bańskobystrzyckim, w powiecie Veľký Krtíš. Pierwsze wzmianki o miejscowości pochodzą z 1135 roku.
Według danych z dnia 31 grudnia 2012 roku, wieś zamieszkiwało 591 osób, w tym 288 kobiet i 303 mężczyzn.
W 2001 roku rozkład populacji względem narodowości i przynależności etnicznej wyglądał następująco:
- Słowacy – 63,48%
- Czesi – 0,17%
- Romowie – 0,67%
- Węgrzy – 34,67%

Ze względu na wyznawaną religię struktura mieszkańców kształtowała się w 2001 roku następująco:
- Katolicy rzymscy – 84,76%
- Ewangelicy – 12,73%
- Ateiści – 0,67%
- Nie podano – 1,01%